# 中国驻塞拉利昂大使列表
本列表为中華民國和中華人民共和國驻塞拉利昂历任大使名录。

## 历任中国驻塞拉利昂大使

### 中华民国驻塞拉利昂大使（1963年－1971年）
1963年9月28日，中华民国与塞拉利昂建交。1971年8月20日，两国断交。
| 姓名   | 任命           | 到任           | 递交国书      | 免职 | 离任           | 外交衔级 | 外交职务     | 备注 | 备注 |
| ------ | -------------- | -------------- | ------------- | ---- | -------------- | -------- | ------------ | ---- | ---- |
| 李惟岷 | 1963年12月27日 | 1964年1月28日  |               |      | 1965年10月30日 | 参事     | 临时代办     |      |      |
| 柳鹤图 | 1965年9月25日  | 1965年10月30日 | 1965年11月5日 |      | 1971年8月25日  | 大使     | 特命全权大使 |      |      |

### 中华人民共和国驻塞拉利昂大使（1971年至今）
1971年7月29日，中华人民共和国与塞拉利昂建交，开始派遣驻塞拉利昂大使。1997年6月4日，由于塞拉利昂发生军事政变，中国大使馆暂时撤离塞拉利昂，1998年5月15日复馆。同年12月29日，大使馆因局势恶化再撤至几内亚。2000年4月1日，中国大使馆重返塞拉利昂复馆。
| 姓名   | 任命           | 任命           | 到任           | 递交国书       | 免职           | 免职           | 离任          | 外交衔级 | 外交职务     | 备注         |
| 姓名   | 全国人大常委会 | 主席           | 到任           | 递交国书       | 全国人大常委会 | 主席           | 离任          | 外交衔级 | 外交职务     | 备注         |
| ------ | -------------- | -------------- | -------------- | -------------- | -------------- | -------------- | ------------- | -------- | ------------ | ------------ |
| 聂影   | 不適用         | 不適用         | 1971年10月11日 | 1971年10月12日 | 不適用         | 不適用         | 1972年3月     | 参赞     | 临时代办     | 筹备开馆     |
| 赵政一 | 不適用         | 不適用         | 1972年3月13日  | 1972年3月16日  | 1975年3月17日  | 不適用         | 1975年3月     | 大使     | 特命全权大使 |              |
| 宗克文 | 1975年3月17日  | 不適用         | 1975年7月25日  | 1975年8月7日   | 1978年5月24日  | 不適用         | 1978年7月7日  | 大使     | 特命全权大使 |              |
| 田平   | 1978年5月24日  | 不適用         | 1978年11月     | 1978年11月14日 | 1982年11月19日 | 不適用         | 1982年10月    | 大使     | 特命全权大使 |              |
| 田丁   | 1982年11月19日 | 不適用         | 1983年3月16日  | 1983年3月23日  | 1985年3月21日  | 1985年8月21日  | 1985年3月8日  | 大使     | 特命全权大使 |              |
| 罗嘉驩 | 1985年3月21日  | 1985年8月21日  | 1985年8月      | 1985年8月21日  | 1988年7月1日   | 1988年9月2日   | 1988年8月     | 大使     | 特命全权大使 |              |
| 高建中 | 1988年7月1日   | 1988年9月2日   | 1988年9月      | 1988年9月21日  | 1992年11月7日  | 1993年4月15日  | 1993年4月     | 大使     | 特命全权大使 |              |
| 徐次农 | 1992年11月7日  | 1993年4月15日  | 1993年5月      | 1993年5月12日  | 1995年8月29日  | 1995年11月20日 | 1995年11月    | 大使     | 特命全权大使 | 兼驻利比里亚 |
| 瞿文明 | 1995年8月29日  | 1995年11月20日 | 1995年11月     | 1995年12月20日 | 1998年4月29日  | 1998年11月5日  | 1997年6月4日  | 大使     | 特命全权大使 |              |
| 于武真 | 1998年4月29日  | 1998年11月5日  | 1998年10月     | 1998年10月23日 | 2001年4月28日  | 2001年11月28日 | 2001年10月    | 大使     | 特命全权大使 |              |
| 樊桂金 | 2001年4月28日  | 2001年11月28日 | 2001年11月     | 2001年11月9日  | 2004年6月25日  | 2004年10月14日 | 2004年8月     | 大使     | 特命全权大使 |              |
| 程文举 | 2004年6月25日  | 2004年10月14日 | 2004年9月      | 2004年9月17日  | 2008年2月28日  | 2008年8月19日  | 2008年7月11日 | 大使     | 特命全权大使 |              |
| 邱绍芳 | 2008年2月28日  | 2008年8月19日  | 2008年8月8日   | 2008年8月21日  | 2010年8月28日  | 2010年12月21日 | 2010年11月    | 大使     | 特命全权大使 |              |
| 旷伟霖 | 2010年8月28日  | 2010年12月21日 | 2010年12月22日 | 2011年1月11日  | 2013年8月30日  | 2014年1月16日  | 2013年12月    | 大使     | 特命全权大使 |              |
| 赵彦博 | 2013年8月30日  | 2014年1月16日  | 2013年12月31日 | 2014年1月9日   | 2016年4月28日  | 2016年11月7日  | 2016年10月    | 大使     | 特命全权大使 |              |
| 吴鹏   | 2016年4月28日  | 2016年11月7日  | 2016年11月3日  | 2016年11月11日 | 2018年12月29日 | 2019年5月8日   | 2019年2月     | 大使     | 特命全权大使 |              |
| 胡张良 | 2018年12月29日 | 2019年5月8日   | 2019年3月28日  | 2019年4月11日  | 2022年9月2日   | 2023年2月13日  | 2022年9月30日 | 大使     | 特命全权大使 |              |
| 王擎   | 2022年10月30日 | 2023年2月13日  | 2023年1月3日   | 2023年1月4日   | 现任           |                |               | 大使     | 特命全权大使 |              |